# 信号無視抑止システム

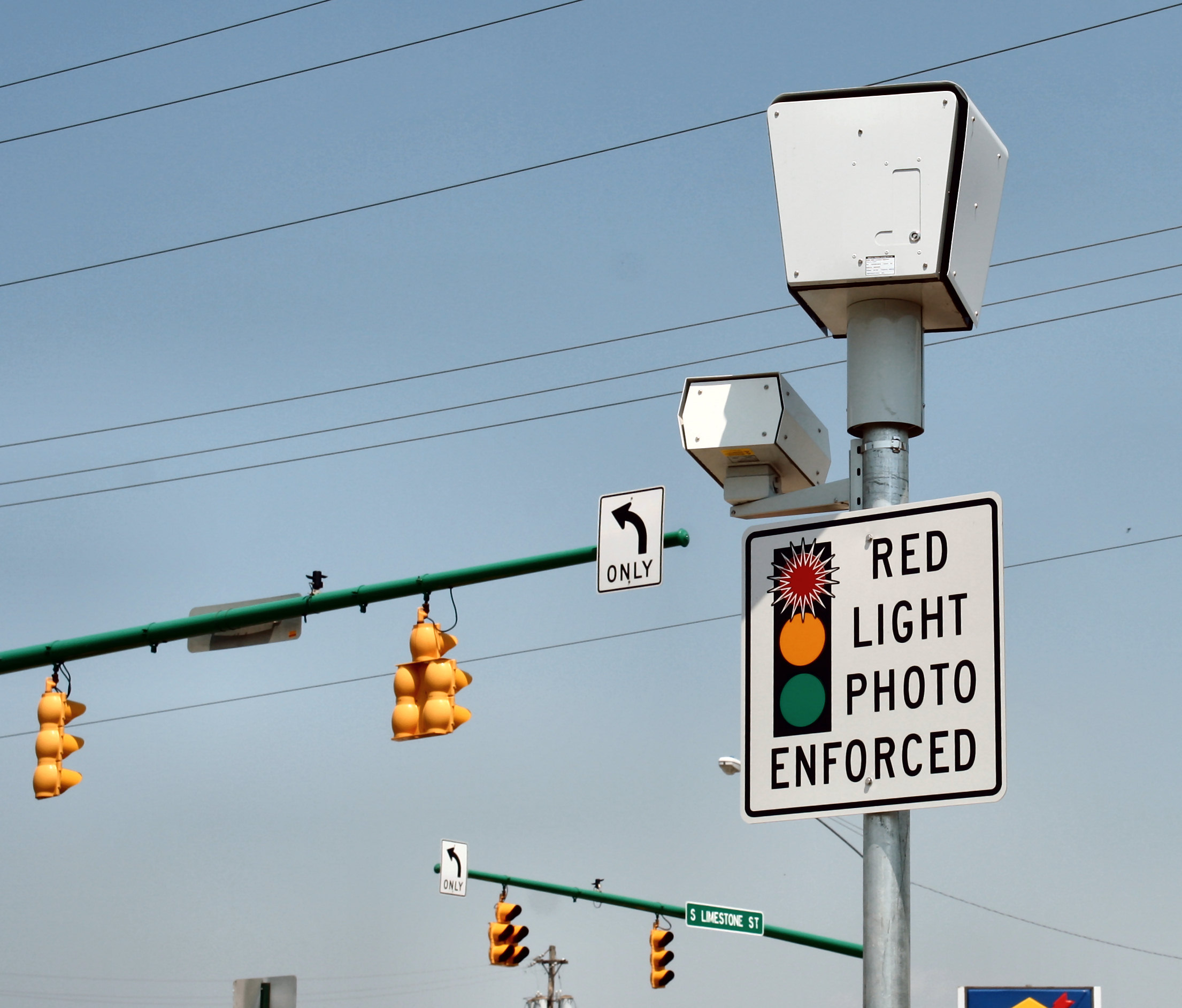
信号無視監視機（アメリカ合衆国オハイオ州）

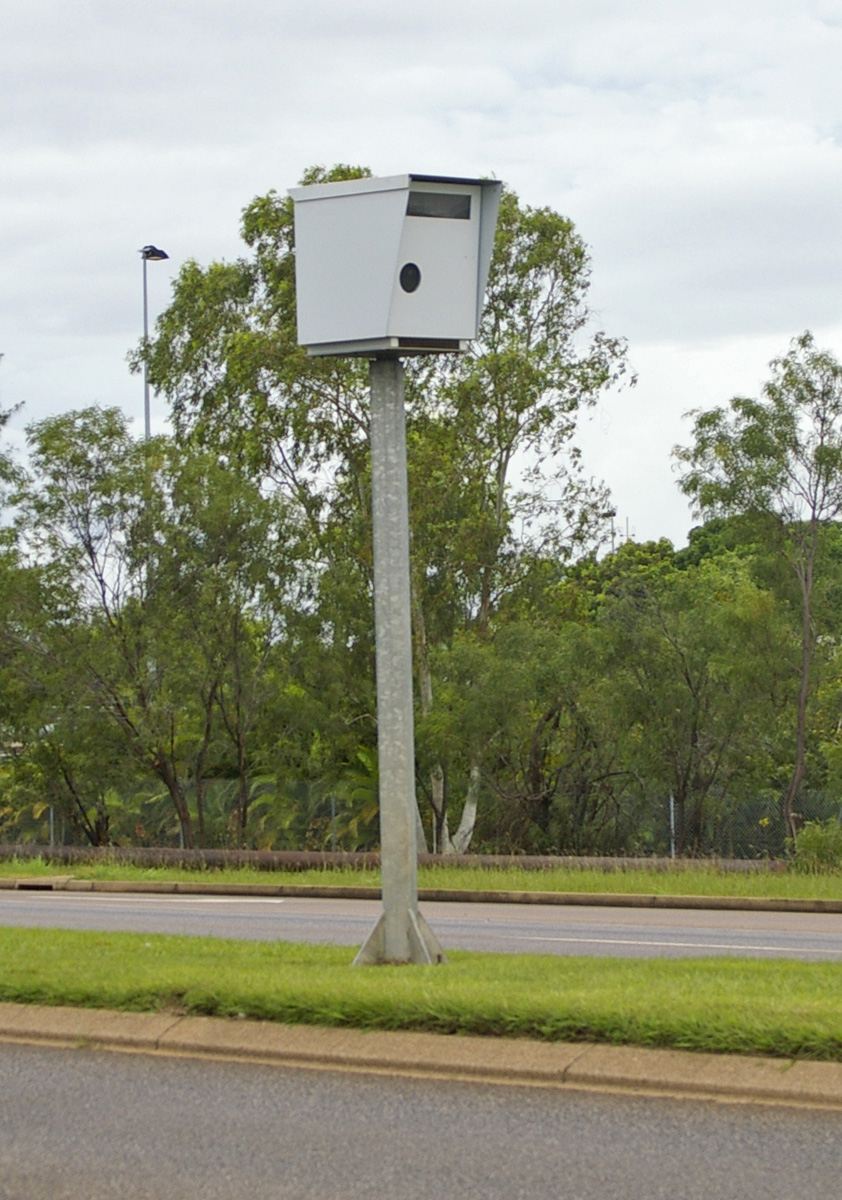
信号無視監視機兼自動速度違反取締装置（オーストラリア）

信号無視抑止システム（しんごうむしよくしシステム）とは、信号無視を行う車両を監視し、取り締まるための装置。信号無視監視機（しんごうむしかんしき）と通称される。

## 概要
日本においては京都府警察により 速度違反自動取締装置(Hシステム、三菱電機製)をベースとしたものが運用されていた。2019年1月時点では京都市上京区にある河原町通の荒神口交差点（荒神口通との交差点）の北行き車線のみ設置されていたが、その後撤去された。